# Yegor Kashin
Yegor Maksimovich Kashin (tiếng Nga: Егор Максимович Кашин; sinh ngày 23 tháng 3 năm 2001) là một cầu thủ bóng đá người Nga thi đấu cho FC Murom.

## Sự nghiệp câu lạc bộ
Anh có màn ra mắt tại Giải bóng đá chuyên nghiệp quốc gia Nga cho FC Murom vào ngày 28 tháng 4 năm 2018 trong trận đấu với FC Znamya Truda Orekhovo-Zuyevo.